# Byron Wilson
Byron Neal Wilson (Gary, 1º settembre 1971) è un ex cestista statunitense naturalizzato argentino, professionista in Sudamerica.

## Carriera
È stato selezionato dai Phoenix Suns al secondo giro del Draft NBA 1993 (54ª scelta assoluta).

## Palmarès
- CBA All-Rookie Second Team (1994)
- Copa Príncipe de Asturias: 1

Alicante: 2002